# (20343) Vaccariello
(20343) Vaccariello (1998 HC100) – planetoida z pasa głównego asteroid okrążająca Słońce w ciągu 3,99 lat w średniej odległości 2,51 j.a. Odkryta 21 kwietnia 1998 roku.